# Isidor Klimont
Isidor M. Klimont (* 22. Januar 1869 in Wien; † 10. Juni 1926 ebenda) war ein österreichischer Chemiker und Hochschullehrer. Er war zunächst in der freien Wirtschaft tätig und besaß seit 1907 einen akademischen Lehrauftrag. Sein wissenschaftliches Hauptinteresse in der organischen Chemie galt Fetten und Ölen und er wurde als „einer der hervorragendsten Fachleute auf dem Gebiete der Ölindustrie“ bezeichnet.

## Leben

### Ausbildung
Klimont kam in Wien zu Welt und besuchte die kaiserlich-königliche Staats-Ober-Realschule im Gemeindebezirk Leopoldstadt. Nach bestandener Matura immatrikulierte er sich für ein Chemiestudium zunächst an der Technischen Hochschule Wien und legte im Studienjahr 1888/89 die erste Staatsprüfung ab. Anschließend studierte er ein Semester an der Universität Basel und wechselte dann an die mathematisch-naturwissenschaftliche Fakultät der Ruprecht-Karls-Universität Heidelberg, wo unter anderem Victor Meyer und Ludwig Gattermann zu seinen Dozenten zählten. Dort wurde er schließlich 1891 mit der Doppeldissertation  I. Zur Kenntniss der Oxyanthrachinone. II. Ueber Condensationsproducte des m-Chlorbenzaldehydes cum laude zum Dr. rer. nat. promoviert. Im Jahr 1905 folgte eine weitere Promotion zum Dr. phil. an der philosophischen Fakultät der Universität Wien, nachdem Klimont dort ein Rigorosum aus naturwissenschaftlichen Fächern sowie aus Philosophie (letzteres Fach mit Auszeichnung) abgelegt hatte.

### Berufliche Karriere
Unmittelbar nach seiner ersten Promotion fand Klimont 1892 eine Anstellung bei der k. k. privilegierten Donau-Dampfschiffahrts-Gesellschaft, deren Materialprüfungslabor er in den folgenden Jahren leitete. Teilweise zeitlich überschneidend arbeitete er zwischen 1898 und 1908 bei der Margarinefabrik Emanuel Khuner & Sohn im niederösterreichischen Atzgersdorf als technischer Berater für die Verarbeitung von Kokosfett. Darüber hinaus war er im Laufe seiner Karriere auch für andere Unternehmen der Öl- und Fettindustrie als Berater tätig und meldete zwischen den 1890er und 1920er Jahren diverse Patente an. Im Jahr 1894 gründete er die Zeitschrift Revue über die Fett- und Harzindustrie (Untertitel: Wissenschaftliches Centralorgan für die Industrieen der Fette, Oele und Mineralöle, der Seifen-, Wachs-, Kerzen- und Lackfabrikation, sowie der ätherischen Oele und Harze, Kautschuk und Guttapercha), deren Herausgabe ab 1897 Robert Henriques übernahm. Sie entwickelte sich zu einer angesehenen wissenschaftlichen Fachzeitschrift und existiert noch heute (Stand: Oktober 2024) unter dem Namen European Journal of Lipid Science and Technology.
An der TH Wien habilitierte sich Klimont 1907 mit der Schrift Die synthetischen und isolirten Aromatica und stieg dadurch zum Privatdozenten auf, wobei er einen Lehrauftrag für „organische Chemie mit besonderer Berücksichtigung der Riechstoffe und Fette“ erhielt. Dieser wurde 1914 um den Fachbereich der „chemischen Technologie der Fette, Mineralöle und Terpene“ erweitert. In Anerkennung seiner wissenschaftlichen Leistungen ernannte man ihn schließlich 1919 zum außerordentlichen Professor.
Nach „langem [und] schwerem Leiden“ starb Klimont 1926 im Alter von nur 56 Jahren.

## Publikationen (Auswahl)
Monographien
- I. Zur Kenntniss der Oxyanthrachinone. II. Ueber Condensationsproducte des m-Chlorbenzaldehydes. Dissertation, Verlag von Ludwig Schönberger, Wien, 1891, 40 Seiten.
- Die synthetischen und isolierten Aromatica. Verlag von Eduard Baldamus und Walther Mahraun, Wien, 1899, 206 Seiten.
- mit Ferdinand Ulzer: Allgemeine und physiologische Chemie der Fette für Chemiker, Mediziner und Industrielle. Springer-Verlag, Heidelberg, 1906, 324 Seiten.
- Die neueren synthetischen Verfahren der Fettindustrie. In der Reihe: „Chemische Technologie in Einzeldarstellungen ⟶ Spezielle chemische Technologie“. Verlag von Otto Spamer, Leipzig, 1916, 111 Seiten.
- Der technisch-synthetische Campher. In der Reihe: „Chemische Technologie in Einzeldarstellungen ⟶ Spezielle chemische Technologie“. Verlag von Otto Spamer, Leipzig, 1921, 130 Seiten.

Fachaufsätze
- Neuer Condensationsapparat. In: Zeitschrift für angewandte Chemie. Heft 11, 1897, Seite 329.
- Zur Untersuchung von Briquettepech. In: Zeitschrift für angewandte Chemie, Heft 13, 1900, Seiten 761–762.
- Vorläufige Mitteilung über die Zusammensetzung der Cacaobutter. Berichte der Deutschen Chemischen Gesellschaft. Band 34, 1901, Seite 2636.
- Über die Zusammensetzung von Oleum cacao. In: Monatshefte für Chemie und verwandte Teile anderer Wissenschaften. Band 23, № 1, 1902, Seiten 51–59.
- Zur Condensation leicht flüchtiger Flüssigkeiten. In: Zeitschrift für analytische Chemie. Band 41, 1902, Seiten 623–624.
- Ueber die Einwirkung überhitzten Wasserdampfes auf Fettsäureglyceride. In: Zeitschrift für angewandte Chemie. Heft 51, 1901, Seiten 1269–1270.
- Über die Zusammensetzung von Oleum stillingiae. In: Monatshefte für Chemie und verwandte Teile anderer Wissenschaften. Band 24, 1903, Seiten 408–412.
- Über die Zusammensetzung des Fettes aus den Früchten der Dipterocarpus-Arten. In: Monatshefte für Chemie und verwandte Teile anderer Wissenschaften. Band 25, 1904, Seiten 929–932.
- Der Ranziditätsprozess der Fette. In: Chemische Revue über die Fett- und Harz-Industrie. Band 12, Heft 7, 1905, Seiten 160–164.
- Über die Zusammensetzung von festen Pflanzenfetten. In: Monatshefte für Chemie und verwandte Teile anderer Wissenschaften. Band 26, 1905, Seiten 563 ff.
- Über die Zusammensetzung von festen Pflanzenfetten. In: Zeitschrift für Untersuchung der Nahrungs- und Genußmittel. Band 12, 1906, Seiten 359 ff.
- Mit E. Meisl: Über das Vorkommen gemischter Glyceride in natürlichen Fetten (Gans-Entenfett). In: Monatshefte für Chemie und verwandte Teile anderer Wissenschaften. Band 30, 1909, Seiten 341–346.
- Über die Refraktionskonstanten bei vegetabilischen Ölen. In: Zeitschrift für angewandte Chemie. Band 24, Heft 1, 1911, Seiten 254–256.
- Über die Bestandteile tierischer Fette – Hasenfett. In: Monatshefte für Chemie und verwandte Teile anderer Wissenschaften. Band 33, 1912, Seiten 441–446.
- Eine Untersuchung auf maßanalytischem Wege über das Bromadditionsvermögen organischer Verbindungen. In: Zeitschrift für analytische Chemie. Band 52, 1913, Seiten 493–494.
- Mit E. Meisl: Über die Bestandteile tierischer Fette – Das Fett von Cervus elaphus. In: Monatshefte für Chemie und verwandte Teile anderer Wissenschaften. Band 34, 1913, Seiten 1489–1492.
- Mit K. Mayer und E. Meisl: Über die Bestandteile tierischer Fette – Über das Fett von Equus caballus. In: Monatshefte für Chemie und verwandte Teile anderer Wissenschaften. Band 35, 1914, Seiten 1115–1127.
- mit K. Mayer: Über die Verwendung des gehärteten Trans in der Margarinebutter-Fabrikation. In: Zeitschrift für angewandte Chemie. Band 27, Heft 1, 1914, Seiten 645–648.
- Mit K. Mayer: Über die Bestandteile tierischer Fette – Gänsefett. In: Monatshefte für Chemie und verwandte Teile anderer Wissenschaften. Band 36, 1915, Seiten 281–287.
- Ueber die chemischen Grundlagen des Geruches in der klinischen Diagnostik. In: Deutsche Medizinische Wochenschrift. Band 48, № 38, 1922, Seiten 1281–1282.
- Mit A. Oswald: Über die Bestimmung des abspaltbaren Chlorwasserstoffs in organischen chemischen Verbindungen. In: Zeitschrift für analytische Chemie. Band 68, 1926, Seiten 65–66.